# Татищев, Алексей Алексеевич
Алексе́й Алексе́евич Тати́щев (6 (18) декабря 1885 — 16 января 1947) — чиновник Министерства земледелия, камер-юнкер, мемуарист.

## Биография
Родился в селе Беляницы Тверской губернии. Сын камергера Алексея Никитича Татищева (1846—1896) и княжны Екатерины Борисовны Мещерской (1848—1930).
Воспитывался в Училище св. Анны, по окончании которого поступил в Александровский лицей. В 1906 году окончил курс с большой золотой медалью, причем удостоен был также медали за сочинение на тему «Переселение крестьян».
По окончании лицея поступил на службу в Главное управление землеустройства и земледелия, занимавшееся реализацией Столыпинской аграрной реформы. Был определен в Переселенческое управление помощником делопроизводителя в V делопроизводстве (ведение переселенческого дела в Амурском и Приморском районах и на Кавказе). Летом 1906 года был командирован сопровождать начальника управления Г. В. Глинку в Сибирь и Степные области. В 1908 году был командирован в Амурскую область в составе экспедиции по обследованию незаселенных территорий. В 1909 году был произведен в коллежские асессоры «за отличие» и назначен чиновником особых поручений VI класса при Переселенческом управлении. 6 декабря 1910 года пожалован придворным званием камер-юнкера. В 1911 году был переведен во Владивосток и назначен заведывающим Приморским переселенческим районом. 26 ноября 1912 года назначен начальником Туркестанского управления земледелия и государственных имуществ. В 1914 году был произведен в коллежские советники «за отличие». Осенью 1915 года занимался устройством в Туркестане беженцев из Польши и Западного края. В декабре того же года был приглашен в Петроград на должность помощника начальника Переселенческого управления, в каковой состоял до конца 1917 года. Дослужился до чина статского советника (1916).
В январе 1918 года выехал на Кавказ, сопровождая жену своего брата Варвару Михайловну, получившую из Кисловодска известие о смертельной болезни отца. Пробыв больше месяца в Ессентуках, Алексей Алексеевич направился в Шебекино Курской губернии, где в имении Ребиндеров жили его мать и сестра Екатерина. Чудом избежал расстрела красноармейцами, постигшего Николая и Александра Ребиндеров. В мае поехал в Киев, где случайно встретил бывшего сослуживца В. Ф. Романова, предложившего Татищеву службу в гетманском правительстве. Вскоре был назначен секретарем Совета министров Украинской державы и пробыл в этой должности до декабря 1918 года. После захвата Киева большевиками выехал в Харьков, где некоторое время служил в областном Союзе кооператоров (бывшем Обществе сельского хозяйства). В конце 1919 года отступил с частями Добровольческой армии в Ростов, затем — в Новороссийск, а оттуда — Крым. Летом 1920 года был назначен посредником по земельным делам Мелитопольского уезда (в это время началась реализация земельной реформы, разработанной начальником Управления земледелия в правительстве Юга России Г. В. Глинкой). В ноябре 1920 года эвакуировался в Константинополь. В 1921—1923 годах работал в Константинополе при Красном Кресте, руководили которым Г. В. Глинка и Б. Е. Иваницкий.
В начале 1923 года прибыл в Берлин, где в это время жил его брат Никита. Затем переехал в Париж, где долгое время служил главным бухгалтером в шведской фирме Alfa Laval. Состоял членом правления Объединения бывших воспитанников Императорского Александровского лицея. Был прихожанином Введенской церкви в Париже, в 1935—1943 годах — помощником церковного старосты. Оставил воспоминания «Земли и люди: В гуще переселенческого движения» (Москва, 2001), посвященные службе в Переселенческом управлении и событиям Гражданской войны.
Умер в 1947 году в Париже. Похоронен на кладбище Сент-Женевьев-де-Буа.

## Семья
С сентября 1924 года был женат на Юлии Владимировне Буторовой (1885—1946). Их дочь:
- Мария (1924—2010), журналистка, секретарь-редактор Французской федерации Обществ друзей музеев; в замужестве баронесса Фредерикс, затем Кириллова.